# Guvernul de tranziție din Tigrai
Guvernul de tranziție din Tigrai este o administrație interimară care a fost declarată oficial de Casa Federației Etiopiei la 7 noiembrie 2020, în contextul unui conflict între Frontul de Eliberare a Poporului Tigrin (FEPT), aflat la putere în statul regional Tigrai și guvernul Etiopiei. Începând cu 28 noiembrie 2020, administrația, condusă de Mulu Nega, planifică consultarea publică și participarea la alegerea de noi lideri la nivel regional și zonal și păstrarea administrațiilor districtelor și kebelelor.